# La Cogomera
La Cogomera és una serra situada al municipi de Cabó a la comarca de l'Alt Urgell, amb una elevació màxima de 1.785 metres.